# Radovan Popović
Radovan Popović (în sârbă Радован Поповић; n. 1938, Dub, Bajina Bašta⁠(d), Zlatiborski upravni okrug, Serbia) este un jurnalist și scriitor sârb. 

## Biografie
S-a născut în 1938 în satul Dub. A urmat studii secundare la Užice și apoi a studiat literatura la Belgrad. După absolvirea facultății a lucrat timp de mai mulți ani ca redactor al suplimentului cultural Politika și a publicat un număr mare de biografii literare. Monografia Život Meše Selimovića (1988) a fost distinsă cu premiul Oktobarska nagrada pentru literatură al orașului Belgrad.
Este membru al PEN klub Serbia și membru al consiliilor de administrație ale Fundației Ivo Andrić, Fundației Desanka Maksimović și a Fundației Vasko Popa.
Radovan Popović este cunoscut ca autor al unui număr mare de cărți biografice despre cei mai cunoscuți scriitori sârbi (Isidora Sekulić, Ivo Andrić, Miloš Crnjanski, Jovan Dučić, Rastko Petrović, Veljko Petrović, Todor Manojlović, Sreten Marić, Miroslav Antić, Dobrica Ćosić, Milorad Pavić etc.) și a îngrijit pentru publicare corespondența Isidorei Sekulić, a lui Miloš Crnjanski (Serbia i komentari, Zadužbine M. Crnjanskog), Ivo Andrić (Sveske Zadužbine, I. Andrića) și a altor scriitori.
În anii 2010 soții Radovan și Branka Popović au donat mai multor instituții culturale sârbe (Facultatea de Pedagogie, Biblioteca Națională din Užice, Biblioteca din Bajina Bašta, Muzeul Național din Užice și organizația Matica Srpska) un număr mare de lucrări de artă (realizate de artiști precum Milan Konjović, Mića Popović, Liza Križanić, Leonid Šejka, Olja Ivanjicki, Svetozar Samurović, Milan Tucović și Dimitrije Popović) și de cărți de istorie, istoria artei, arheologie, monografii și cataloage de artă, pe care le primiseră cadou în ultima jumătate de secol.

## Lucrări
- Књижевни разговори (говоре писци Босне и Херцеговине) (1969)
- Казивања о Андрићу (успомене савременика) (1976)
- Исидорина бројаница (Isidorina brojanica, 1979)
- Живот Милоша Црњанског (1980)
- Истина о Дучићу (1981)
- Мој круг кредом (изабрана писма Исидоре Секулић) (1984)
- Дероко и други о њему (1984)
- Књига о Цвијановићу (1985)
- Изабрани човек или живот Растка Петровића (1986)
- Воћка на друму или живот Вељка Петровића (1986)
- Живот Меше Селимовића (1988)
- Иво Андрић (фотомонографија) (1988)
- Писци у служби народа (1991)
- Balkanski Homer ili život Ive Andrića (1991)
- Андрићева пријатељства (Andrićeva prijateljstva, 1992)
- Спомен на Милана Ђоковића (1994)
- Књига о Ћопићу или пут до моста (1994)
- Прича о Сретену Марићу (1996)
- Крлежа и Срби (Krleža i Srbi, 1997)
- Спомен на Гвоздена Јовановића (1998)
- Славни гости Србије (1998)
- Васко Попа, мит и магија (Vasko Popa, mit i magija, 1998)
- Књига о Десанки (1998)
- Шума која хода или књига о Ршуму (1998)
- Време писца: животопис Добрице Ћосића (2000)
- Грађанин света: живот Тодора Манојловића (Građanin sveta: život Todora Manojlovića, 2000)
- Антић њим самим (2000)
- Андрић и Вишеград (Andrić i Višegrad, 2005)
- Šaka (2007)
- Српски писци сликари (2008)
- Животи без лажи (Životi bez laži, 2008)
- Павић - први писац трећег миленијума (2009)
- Принц песника Бранко Миљковић (Princ pesnika Branko Miljković, 2009)
- Сјајно друштванце - прича о српским надреалистима (2009)
- Пропланци Сретена Марића (2009)
- Дервишева кобна птица (2009)
- Beskrajni plavi krug (2009)
- Knez srpskih pesnika (2009)
- Pesnikinja duša Srbije (2009)
- Voćka na drumu (2009)
- Poslednji srpski boljševik (2009)
- Raznosač mesečine (2009)
- Prvi pisac trećeg milenijuma (2009)
- Knjigoljubac iz mračnog dućana (2009)
- Nevidljivi strip (2011) - împreună cu Aleksandra Sekulić
- Mihiz - odgonetanje jednog života (2011)
- Srpski književni zverinjak - književni život Srbije 1944-2000 (2011)
- Andrić, Višegrad, Bosna - fotomonografija (2012)
- Kako je Bule pokorio Evropu (2013)
- Priča o Dušanu Matiću (2014)
- Depeše iz duše - diplomate i pesnici u Rimu (2014)
- Putovanje kroz uspomene (2016)
- Veliki Gospodin: Mladen Leskovac - njim samim (2017)
- Blagodat novog jutra: Boško Petrović - njim samim (2018)